# Popolna teorija poenotenja
Popolna teorija poenotenja je fizikalna teorija, ki sicer še ne obstaja. Taka teorija bi pojasnila, kako in zakaj so iz ene same »supersile« nastale štiri: gravitacijska, elektromagnetna, šibka in močna jedrska sila. Čeprav te teorije še ni, pa vemo približno kakšna bi morala biti in nekatere elemente, ki jih mora vsebovati.